# Hemibagrus fortis
Hemibagrus fortis är en fiskart som först beskrevs av Popta, 1904.  Hemibagrus fortis ingår i släktet Hemibagrus och familjen Bagridae. Inga underarter finns listade i Catalogue of Life.